# Mick Mills
Mick Mills (Godalming, 4 gennaio 1949) è un ex calciatore e allenatore di calcio inglese, di ruolo terzino.
È stato insignito dell'Ordine dell'Impero Britannico per il servizio reso al mondo del calcio britannico.

## Carriera

### Giocatore

Mills (accosciato, primo da destra) con l'Inghilterra a Euro 1980

Titolare della difesa dell'Ipswich Town dalla seconda metà degli anni sessanta fino alla prima parte degli anni ottanta, è diventato il giocatore con il maggior numero di presenze nella storia del club (741 contando tutte le competizioni ufficiali); con l'Ipswich ha vinto una FA Cup e una Coppa UEFA. Nel 1982 è stato ceduto al Southampton, rimanendovi per tre stagioni, prima di passare allo Stoke City, dove assume la funzione di allenatore-giocatore fino al 1987, quando abbandona definitivamente l'attività agonistica.
Ha debuttato nella Nazionale maggiore inglese nel 1973. Ha fatto parte della spedizione agli Europei del 1980 e poi ai Mondiali spagnoli del 1982 (dove ha indossato la fascia di capitano). Ha collezionato complessivamente 42 presenze.

### Allenatore
Dopo il ritiro da giocatore, mantiene l'incarico di manager dello Stoke City fino al 1989, avendo poi un'altra esperienza come tecnico nel 1990 al Colchester Utd. In seguito ha lavorato come collaboratore di altre squadre inglesi.

## Palmarès

### Giocatore

#### Club
- Coppa d'Inghilterra: 1

Ipswich Town: 1978
- Coppa UEFA: 1

Ipswich Town: 1980-1981